# Saint-Paul (metropolitana di Parigi)
Saint-Paul è una stazione della linea 1 della metropolitana di Parigi.